# Роззак, Теодор
Теодо́р Ро́ззак (Ро́шак) (англ. Theodore Roszak; 15 ноября 1933, Чикаго, США — 5 июля 2011, Беркли, США) — американский культуролог, философ, историк, социолог, писатель и публицист.
Теоретик контркультуры, автор монографии «Истоки контркультуры» (или «Создание контркультуры»), в которой ввёл в научный оборот понятие «контркультура» и дал описание контркультуры 1960-х. Считал себя неолуддитом.

## Биография
Родился 15 ноября 1933 года в Чикаго, в небогатой католической семье польских эмигрантов.
В 1955 году получил бакалавра гуманитарных наук по истории в Калифорнийском университете в Беркли.
В 1958 году получил доктора философии по истории в Принстонском университете.
Преподавал в Стэнфордском университете, Университете Британской Колумбии и Университете штата Калифорния в Сан-Франциско.
В 1960-х годах жил в Лондоне, где издавал пацифистскую газету Peace News.
В 1963—1998 годах — профессор истории мировой культуры Университета штата Калифорния в Ист-Бэй, где преподавал историю мировой и западной культуры.
Был председателем Научного центра по общим проблемам культурологии, а также директором Института эко-психологии и главным редактором журнала «Эко-психология», пропагандировавшего гуманистическую идею «лечения Планеты и души человека».
Умер 5 июля 2011 года в своём доме в Беркли.

## Научная деятельность
В 1969 году опубликовал монографию «Создание контркультуры», которая вышла тиражом 400 000 экземпляров и которая сразу же сделала Роззака выразителем настроений молодёжи США в эпоху движения «новых левых». В 1972 году вышла вторая работа «Там, где кончается пустошь», ещё больше закрепившая успех Роззака, получившего за обе работы Национальные книжные премии США, несмотря на сильную их критику неоконсерваторами.

## Награды
- New York Open Center (1999) за книгу «Prescient and Influential Analysis of American Culture».
- Стипендия Гуггенхайма и дважды номинировался на National Book Award[11].
- Премия Джеймса Типтри-младшего за Воспоминания Элизабет Франкенштейн.

## Оценки
Советский культуролог Е. Г. Балагушкин отмечал:
Подлинным трубадуром религиозно-мистических настроений в молодёжной контркультуре стал Т. Роззак. В своих книгах он утверждал, что крупнейшие преобразования ближайшего будущего в области культуры, науки и даже производства станут возможны благодаря начавшемуся распространению в русле молодёжной контркультуры новой, мистической религиозности, магии и оккультизма, позволяющих осуществить «спиритуальную трансформацию» всех сторон социальной жизнедеятельности современного человечества.

## Научные труды

### Монографии
- The Dissenting Academy (1968)
- The Making of a Counter Culture (1969)
- Masculine/Feminine: Readings in Sexual Mythology and the Liberation of Women (1969)
- Where the Wasteland Ends (1972)
- Sources (1972)
- Unfinished Animal: The Aquarian Frontier and the Evolution of Consciousness (1975)
- Person/Planet: The Creative Disintegration of Industrial Society (1979)
- From Satori to Silicon Valley (1986)
- The Cult of Information (1986)
- Fool’s Cycle/Full Cycle (1988) ISBN 0-931191-07-6
- The Voice of the Earth (1992); 2nd edition (2001), Phanes Press[англ.], ISBN 978-1890482800
- The Gendered Atom (1999)
- Kanner, Roszak, & Gomes. Ecopsychology: Restoring the Earth, Healing the Mind. Sierra Club Books[англ.] (1995) ISBN 0-87156-406-8
- World Beware! American Triumphalism in an Age of Terror (2006, ISBN 1-897071-02-7)
- The Making of an Elder Culture: Reflections on the Future of America’s Most Audacious Generation. (2009) New Society Publishers[англ.]. ISBN 978-0-86571-661-2

Переводы на русском языке
- Рошак Т. Истоки контркультуры = The Making of a Counter Culture: Reflections on the Technocratic Society and Its Youthful Opposition[англ.] / Пер. О. А. Мышакова. — М.: АСТ, 2014. — 384 с. — (Новая философия). — ISBN 978-5-17-082816-6.

## Эссе
- «Birth of an Old Generation»
- "When the Counterculture Counted
- «Raging Against the Machine: In its '1984' Commercial, Apple Suggested that its Computers Would Smash Big Brother. But Technology Gave Him More Control.» Los Angeles Times, January 28, 2004.

## Художественные произведения
- Pontifex (1974)
- Bugs (1981)
- Dreamwatcher (1985)
- Flicker[англ.] (1991)
- The Memoirs of Elizabeth Frankenstein (1995)
- The Devil and Daniel Silverman (2003); переводы на русском языке
- Рошак Т. Киномания = Flicker / Пер. Г. Крылова. — М., СПб.: Эксмо, Домино, 2008. — 528 с. — (Интеллектуальный бестселлер). — 3000 экз. — ISBN 978-5-699-30555-1.
- Рошак Т. Воспоминания Элизабет Франкенштейн = The Memoirs of Elizabeth Frankenstein / Пер. В. Г. Минушина. — М., СПб.: Эксмо, Домино, 2008. — 528 с. — 4000 экз. — ISBN 978-5-699-30555-1.